# صلح براغ (1635)

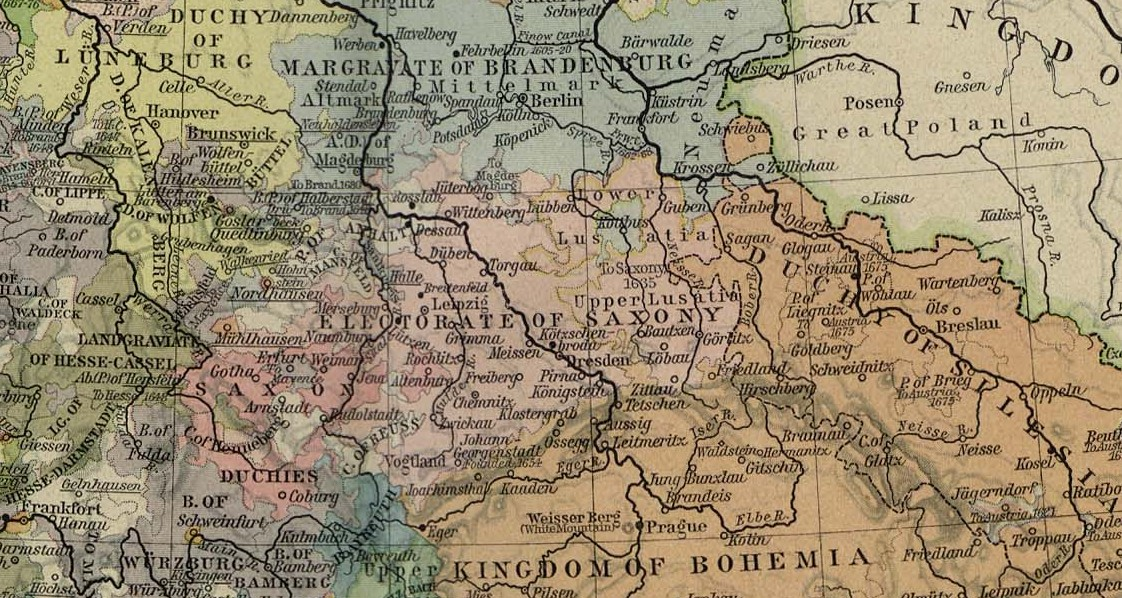
ساكسونيا و لوساتياس 1648

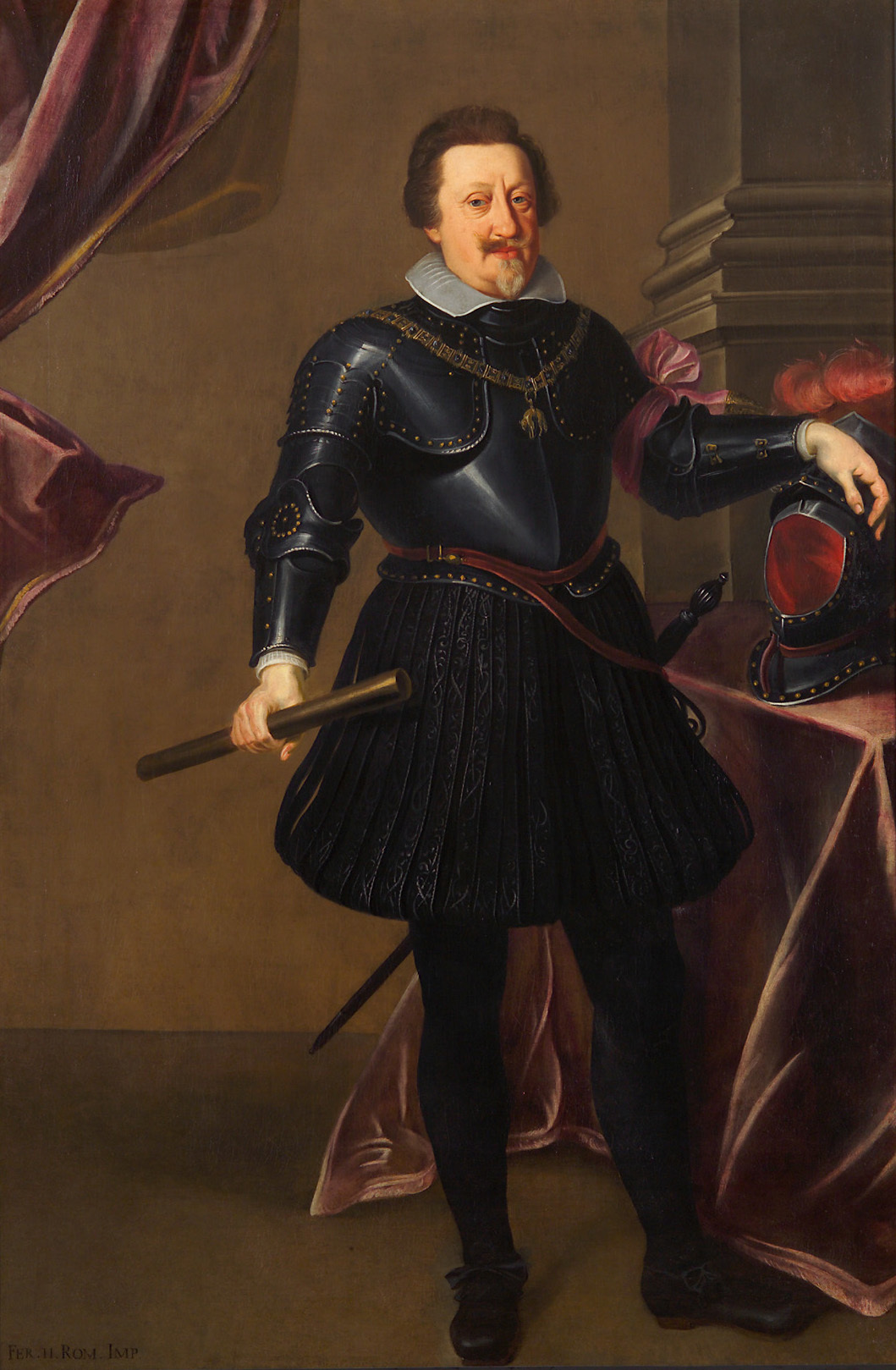
الامبراطور فرديناند الثاني 1635

صلح براغ هو بمثابة معاهدة سلام موقعة في 30 مايو 1635 من قِبل الإمبراطور هابسبورغ فرديناند الثاني ويوهان غيورغ الأول ناخب ساكسونيا الذين يمثلون معظم المناطق البروتستانتية الإمبراطورية الرومانية المقدسة. لقد أنهى فعلياً جانب الحرب الأهلية في حرب الثلاثين عامًا؛ ومع ذلك، فإن الأعمال القتالية لا تزال مستمرة بسبب التدخل المستمر على الأراضي الألمانية من قبل إسبانيا والسويد، وفرنسا من منتصف عام 1635، حتى انتهى صلح ويستفاليا في 1648.

## مقدمة
كان لاندغريف جورج الثاني من هيس دارمشتات قد حرض على مفاوضات حول الاتفاق بين الإمبراطور والناخب الساكسوني، بينما ظل الأمير اللوثري محايدًا أثناء التدخل السويدي عام 1630. وبالمثل، دعم الناخب جون جورج الأول فرديناند الثاني في البداية ضد العقارات البوهيمية المتمردة وحافظت على موقف محايد طوال السنوات التالية. ومع ذلك، بعد استمرار نهب الأراضي السكسونية من قبل قوات الرابطة الكاثوليكية، انضم إلى القوات السويدية للملك غوستاف الثاني أدولف في معركة برايتنفلد 1631. دفعت وفاة الملك في معركة لوتسن عام 1632 وهزيمة البروتستانت في معركة نوردلينجن عام 1634 الناخب إلى تبديل الجانبين مرة أخرى.
كان الإمبراطور قد حقق نجاحات دمرها الغزو السويدي ووجد نفسه مقيدًا بنقل صلاحيات استثنائية إلى جنراليسيمو ألبرشت فون فالنشتاين. بعد سنوات من القتال، تضافرت عدم القدرة على إعادة فرض الاعتراف الكاثوليكي بالقوة، واغتيال والينشتاين، والحاجة إلى وضع حد لتدخل القوى الأجنبية في الشؤون الألمانية جميعها لإحضار فرديناند الثاني إلى طاولة المفاوضات والاستعداد لتقديم تنازلات تجاه العقارات اللوثرية.

## الشروط
بعد مفاوضات مطولة، كانت الشروط الرئيسية للمعاهدة كالتالي:
- تم إلغاء مرسوم الاسترداد لعام 1629 فعليًا، حيث تمت إعادة تأسيس شروط صلح أوغسبورغ لعام 1555 اعتبارًا من 12 نوفمبر 1627. ومع ذلك، ووفقًا لمديري ريسيرفاتم إكسليسيلستيكم، لم يعد المسؤولون البروتستانت من الأمير الأسقف والبرلمان الإمبراطوري حاصلين على أي مقعد، ولا حق التصويت في البرلمان الإمبراطوري. وقد واصل فرديناند الثاني دفع الإصلاح المضاد في أراضي ملكية هابسبورغ.
- تم حظر التحالفات الرسمية لدول الإمبراطورية فيما بينها أو مع قوى أجنبية. وهذا ينطبق على كل من الرابطة الكاثوليكية ورابطة هايلبرون البروتستانتية، والتي تم حلها على هذا النحو.
- كان من المقرر توحيد جيوش الدول المختلفة تحت قيادة الأمراء كجنرالات الإمبراطور، لإنشاء جيش الإمبراطورية الرومانية المقدسة ككل، والذي سيحارب ضد القوات الغازية.
- منح العفو لأولئك الأمراء الذين قاتلوا ضد القوات الإمبراطورية، باستثناء المنفيين المنفيين من «ملك الشتاء» السابق، وفريدريك الخامس (ناخب بالاتينات) (1596-1632).

## التغييرات الإقليمية
وفقا لملحق تراديشونسريز الذي تم تنفيذه في عام 1636، مُنح الناخبون السكسونيون أراضي التاج البوهيمي في لوساتيا السفلى والعليا من قبل فرديناند الثاني بصفته ملك بوهيميا. كانت كلتا الأرضين قد تم إعطاؤهما رهنًا بالفعل لساكسونيا في عام 1623، لتغطية تكاليف الدعم خلال تمرد البوهيمي. ويجب على الناخب الساكسوني أن يعتبر لوساتياس فقط إقطاعية وراثية وليس علمانيًا للأديرة الكاثوليكية الموجودة مثل نويزيل أو مارينثال.
اضطر فرديناند أيضًا إلى تقديم تنازلات فردية لبعض الدول الكبرى لحملهم على التوقيع على المعاهدة منذ عام 1618 كان جزءًا من اتحاد براندنبورغ بروسيا الشخصي، حتى الناخبين الكاثوليكيين في بافاريا، الذين دعموا الإمبراطور طوال الحرب، قاموا بعض التنازلات البسيطة.

## تأثيره
رغم نجاحه عسكريا، أدرك فرديناند الثاني أن محاولاته لاستعادة السلطة الإمبراطورية قد فشلت في النهاية وأنه كان عليه تقديم تنازلات. بالإضافة إلى وضع حد للقتال بين مختلف الدول، ينبغي للمعاهدة أن تضع حداً للدين كمصدر للنزاع الوطني وذلك تحت مبدأ سيويس ريجو، وقد تم تأسيس مبدأ إيويس ريجو ليعم الخير داخل الإمبراطورية، والذي أكده سلام ويستفاليا عام 1648. في المقابل تم تعزيز صلاحيات الإمبراطور من خلال حظر دخول العقارات في تحالفات إستراتيجية.
تم التصديق على المعاهدة من قبل معظم المناطق البروتستانتية. ومع ذلك، لم يتم وضع حد للأعمال العدائية. سعى الإمبراطور إلى الحصول على دعم الأمراء في النضال ضد التدخل السويدي، وضد التدخل المتوقع من فرنسا. في هذه الأثناء، استمرت حرب هيس بين لاندغريف جورج الثاني من هيس دارمشتات وابن عمه الكالفيني ويليام الخامس من هيس كاسل، وما زالت القوات السويدية تحتل بوميرانيا، والأمير برنارد من ساكس فايمار مع الجيش الذي دخل في الخدمة الفرنسية. في عام 1648، كان على الإمبراطور فرديناند الثالث أن يوافق على معاهدة أكبر بكثير للوصول إلى سلام نهائي.